# Pueblo totonaca
Los totonacas son un pueblo indígena que ha habitado históricamente las regiones costeras y montañosas del este del actual México desde el periodo clásico de la historia mesoamericana. Hoy en día se encuentran en los estados mexicanos de Veracruz, Puebla e Hidalgo. Se tratan de unos de los posibles constructores de la ciudad precolombina de El Tajín. Hasta la mitad del siglo XIX fueron los principales productores mundiales de vainilla.

## Geografía y estilo de vida tradicional

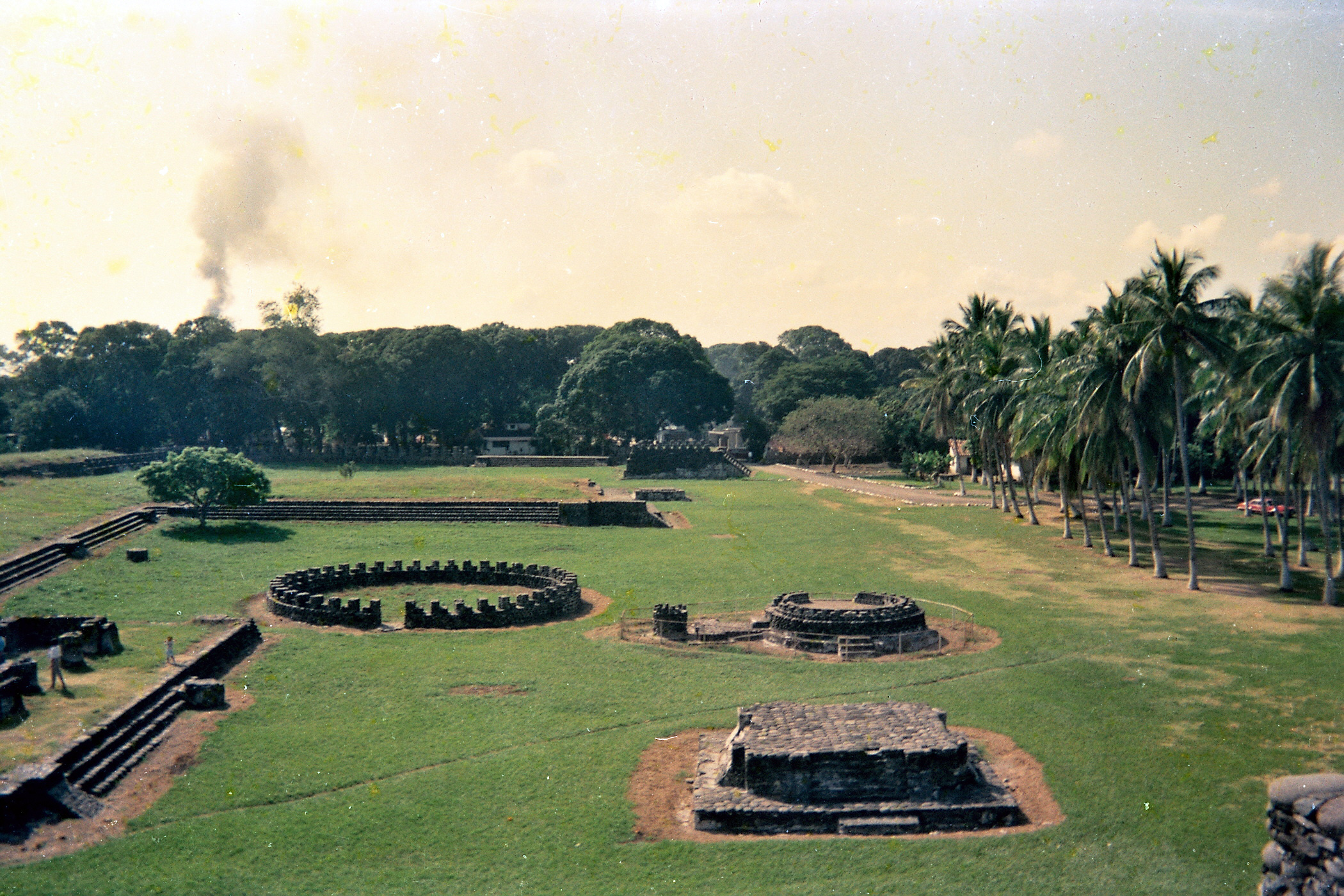
Vista de la plaza principal de las ruinas de la ciudad de Cempoala, capital de la nación totonaca, la primera en establecer una alianza militar con los ejércitos castellanos para atacar los dominios de la Triple Alianza Azteca o Ēxcān Tlahtolōyān.

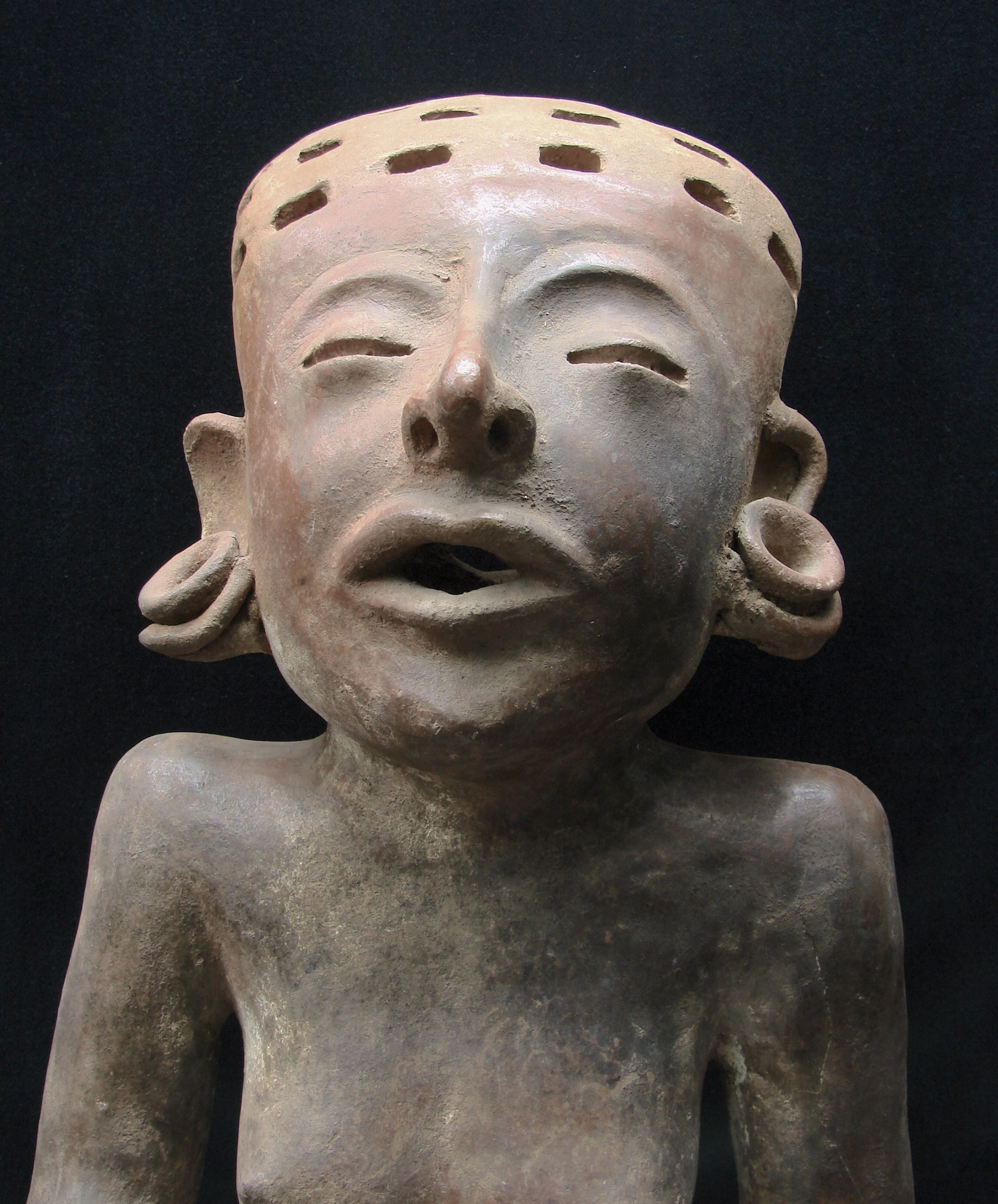
Una estatuilla de cerámica totonaca

En el siglo XV, los aztecas nombraron la región de los totonacas como Totonacapan, que luego se extendió aproximadamente desde Papantla en el norte hasta Cempoala al sur. Totonacapan fue en gran parte caliente y húmedo. Junto con los cultivos agrícolas normales de maíz, yuca, calabaza, frijol y chile, la región se caracteriza por su producción de ámbar líquido y algodón. Incluso durante la desastrosa hambruna central de 1450-1454, la región siguió siendo un centro agrícola fiable.

### Comida
Entre los alimentos y platillos tradicionales de los totonacas destacan el atole de maíz morado, de tortilla quemada y de dulce con chile. También el pipián de flor de izote, los frijoles en guatape, las jaibas en chileajo y las enchiladas de semilla de mamey.

### Vestimenta
Las mujeres totonacas eran expertas tejedoras y bordadoras, se vestían con grandilocuencia y trenzaban el cabello con plumas. El franciscano fray Bernardino de Sahagún dijo que, en todos los aspectos de su apariencia, las mujeres eran "muy elegantes", las mujeres llevaban faldas (bordado de los nobles) y un pequeño poncho triangular que cubre el pecho. Las mujeres nobles usaban collares y pendientes de concha y jade y muchas veces sus rostros tatuados con tinta roja. Las mujeres casadas llevaban el pelo a la manera náhuatl mientras que las mujeres campesinas llevaban el pelo largo de color negro
. Del mismo modo, los hombres nobles vestían bien, se adornaban con mantos multicolores, taparrabos, collares, brazaletes, tapones de labios y penachos elaborados con las preciadas plumas de quetzal.

### Vivienda
Las casas fueron generalmente con techo de paja. Estas eran de forma triangular
En la zona de Papantla la casa totonaca es de planta rectangular o cuadrada, con techo de zacate, palma u hoja "misanteca". Las paredes son de varas colocadas verticalmente, algunas están recubiertas con lodo. La casa consta de una sola habitación empleada como cocina y dormitorio. En los solares crían aves de corral y tienen un temazcal para los baños de vapor; en algunas casas que producen miel cuelgan los panales en las paredes.
En la zona de Xalapa, la casa tiene un tapanco para almacenar maíz y para colgar las mazorcas que se emplearán como semillas. Las casas católicas cuentan con un altar en el que colocan imágenes religiosas. El uso de materiales industrializados para la construcción de casas va en aumentando.

## Historia
La región de Totonacán fue objeto de incursiones militares aztecas desde mediados del siglo XV hasta la llegada de los españoles. A pesar de la construcción de fortificaciones aztecas en toda la región, la dominación total no pudo llevarse a cabo. Los principales centros totonacas fueron Papantla, con una población estimada de 60 000 habitantes en 1519, Xalapa (unos 120.000) y Cempoala (alrededor de 80.000). Cempoala fue la primera ciudad indígena que visitó Hernán Cortés en su marcha hacia la capital azteca de Tenochtitlán. En ese momento, el gobernador de Cempoala era Xicomecóatl, un hombre corpulento al que los españoles apodaron el Cacique Gordo. Los totonacas de Cempoala se unieron a Cortés y, junto con los tlaxcaltecas, contribuyeron de manera significativa a la conquista española. Totonacapan se incorporó al régimen español con relativamente poca violencia, pero la región fue devastada por las enfermedades epidémicas durante el siglo XVI. Hoy en día, aproximadamente 90.000 totonacas residen en la región.

## Idioma
Los idiomas conocidos como totonaco y tepehua forman una pequeña familia lingüística, es decir, no están relacionados con otras lenguas indígenas de México tal que las lenguas mayenses, uto-aztecas o otomangues. 
Las primeras descripciones gramaticales y léxicas del totonaca accesibles a los europeos (por desgracia, hoy perdidas) fueron por Fray Andrés de Olmos, que también escribió la primera de esas descripciones del náhuatl y el huasteco (teenek).

## Religión
La mayoría de los totonacas actuales son católicos. Sin embargo, su práctica cristiana se mezcla a menudo con vestigios de su religión tradicional, un ejemplo notable es la costumbre , una supervivencia de un antiguo rito de sacrificio en el que varias semillas se mezclan con la tierra y la sangre de aves de corral y se dispersan a través de los campos de siembra.
Las diosas madre jugaban un papel muy importante en las creencias totonacas, ya que el alma de cada persona era hecha por éstas, es como si tuvieran una segunda madre. Si un recién nacido moría, su alma "no iba hacia el oeste, al mictlan, pero si hacia el este con las Madres". Ichon, también ha conservado para la posteridad un mito importante con respecto a la deidad del maíz, un héroe de esta cultura con las contrapartes en la mayoría de las otras culturas de la Costa del Golfo y, posiblemente, también representado por el dios del maíz Maya. En cuanto a los curanderos tradicionales, se creía que "nacen durante una tormenta, bajo la protección de un trueno. Ellos piensan que un rayo golpea la casa de un bebé recién nacido ... y lo hace ... en virtud de su posesión ".
De acuerdo a Enríquez-Andrade existe una jerarquía en sus dioses:
- Dioses principales:
  - Sol
  - Luna
  - Estrellas
  - Tajín
  - Nanitas
- Dioses secundarios:
  - Dueño del viento
  - Dueño de la tierra
  - Dueño del fuego
- Dueños:
  - Del maíz
  - Viejo del monte
  - Vieja del monte
  - De los animales
  - Tajines
  - Del bracero
- Dueños menores:
  - Mazacuate
  - Duendes
  - Del agua
  - Arcoíris
  - Sirena
- Dioses del inframundo:
  - Xpuchiná Nin (dios secundario)
  - Tlajaná (dueño)
  - Nitlán Un (dueño menor)